# 尼崎児童暴行事件
尼崎児童暴行事件（あまがさきじどうぼうこうじけん）とは、2006年11月に発生した兵庫県尼崎市の男子小学生が主犯格となり、同級生の女子児童に対し、性的いじめを加えた事件である。なお同じ兵庫県尼崎市で2001年に発生した尼崎児童虐待死事件や2012年に発覚した尼崎事件とは別の事件となる。

## 概要
小学4年生の男子児童が親が所有しているアダルトビデオを見た影響（男児が主張）により、2006年11月半ばに同級生の女子児童を呼び出し性的暴行を加えた。この際には複数の男児がその場に居合わせていた。事件を報じた週刊新潮の記事によれば、下半身を触る、舐める、指を入れる、などはしたものの、性交自体は無かった。この行為の後、「親に言うな」と加害者は被害者に口止めを行った。その後男児は足を蹴る、石を投げるなどの行為を行った。
12月8日に、女児が被害の内容を話していた友人の家族が事件を知り学校に通報、12月11日に、関係者が呼び出された。この時点で女児の母親が初めて娘が性的暴行を訴えていると知る。だが、男児は教師の聴取に対し行っていないと否定。だがその夜、男児の父親から「息子が認めた」という電話がかかった。夕刊フジは学校側は12月11日に尼崎市教育委員会に報告したと報道したが、週刊新潮の報道では、12月12日の母親の学校への問い合わせによれば、学校は市教委へ連絡していなかったという。

## 事件後の経緯
加害児の父親は「あなたの子供が同じような目にあったらどうしますか?」という学校側の問いに対し「殺す」と答えた。被害女児の母親は転校を希望していたが、母子家庭であり資金面の問題で転校が出来ないため、加害児童の親と学校側で転校にかかる費用を負担することで一時期合意がまとまりかけた。加害者と被害者の両母親も面会し和解は成立したと思われた。
しかし、母親同士の面会翌日、加害男児の父親が「（被害女児の母親が）妻を脅迫してきた」と主張し、事態が一変した。さらに男児の父親は「うちの息子に手を出したらただでは済まんぞ」と女児の母親を恫喝。これを重く見た学校側により、転校の話は破談した。卒業までの間、男児と女児は同じ学校に通うことを余儀なくされていた。また、尼崎市教育委員会は女児が被害者であるにもかかわらず「娘に問題がある」と話した。
尼崎市教育委員会学校教育課は、男児の保護者が女児の保護者に謝る場を設けたり、カウンセラーを付けたりなどしていると主張したが、女児の母親はカウンセラーも付けてくれず何もしてくれないと述べた。週刊新潮はこれらを「見事なまでの隠蔽体質と事なかれ主義」と表現した。教育評論家尾木直樹は現実にはこういった事で学校を替えたり引っ越したりしたら、際限がなくなってしまう（数からすれば紛れも無い事実である）とは述べたが、同時に学校や市教委の対応については「言語道断」と述べている。
さらに、週刊実話5月3日号によれば、加害男児ら複数の児童は事件後も相変わらず被害女児への集団性的暴行を繰り返した模様である。